# Gran Premi d'Àustria del 1999

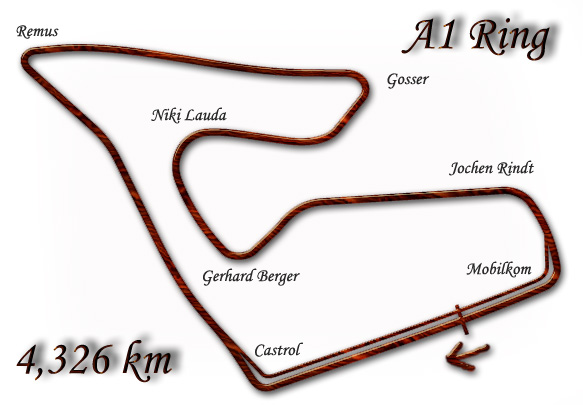
Mapa del circuit d'Österreichring, seu de la prova.

Resultats del Gran Premi d'Àustria de Fórmula 1 de la temporada 1999, disputat al circuit d'A1-Ring el 25 de juliol del 1999.

## Resultats
| Pos | No | Pilot                 | Equip                  | Voltes | Temps/ Retirada   | Pos. de sortida | Punts |
| --- | -- | --------------------- | ---------------------- | ------ | ----------------- | --------------- | ----- |
| 1   | 4  | Eddie Irvine          | Ferrari                | 71     | 1h 28' 12. 438    | 3               | 10    |
| 2   | 2  | David Coulthard       | McLaren - Mercedes     | 71     | + 0.313 s         | 2               | 6     |
| 3   | 1  | Mika Häkkinen         | McLaren - Mercedes     | 71     | + 22.282 s        | 1               | 4     |
| 4   | 8  | Heinz Harald Frentzen | Jordan - Mugen - Honda | 71     | + 52.803 s        | 4               | 3     |
| 5   | 10 | Alexander Wurz        | Benetton - Playlife    | 71     | + 1' 06.358 min.  | 10              | 2     |
| 6   | 12 | Pedro Diniz           | Sauber - Petronas      | 71     | + 1' 10.933 min.  | 16              | 1     |
| 7   | 19 | Jarno Trulli          | Prost - Peugeot        | 70     | + 1 Volta         | 13              |       |
| 8   | 7  | Damon Hill            | Jordan - Mugen - Honda | 70     | + 1 Volta         | 11              |       |
| 9   | 3  | Mika Salo             | Ferrari                | 70     | + 1 Volta         | 7               |       |
| 10  | 18 | Olivier Panis         | Prost - Peugeot        | 70     | + 1 Volta         | 18              |       |
| 11  | 21 | Marc Gené             | Minardi - Ford         | 70     | + 1 Volta         | 22              |       |
| 12  | 9  | Giancarlo Fisichella  | Benetton - Playlife    | 68     | Motor             | 12              |       |
| 13  | 20 | Luca Badoer           | Minardi - Ford         | 68     | + 3 Voltes        | 19              |       |
| 14  | 17 | Johnny Herbert        | Stewart - Ford         | 67     | + 4 Voltes        | 6               |       |
| 15  | 23 | Ricardo Zonta         | BAR - Supertec         | 63     | Embragatge        | 15              |       |
| Ret | 16 | Rubens Barrichello    | Stewart - Ford         | 55     | Motor             | 5               |       |
| Ret | 11 | Jean Alesi            | Sauber - Petronas      | 49     | Sense combustible | 17              |       |
| Ret | 14 | Pedro de la Rosa      | Arrows                 | 38     | Virolla           | 21              |       |
| Ret | 5  | Alessandro Zanardi    | Williams - Supertec    | 35     | Sense combustible | 14              |       |
| Ret | 22 | Jacques Villeneuve    | BAR - Supertec         | 34     | Palier / Eix      | 9               |       |
| Ret | 15 | Toranosuke Takagi     | Arrows                 | 25     | Motor             | 20              |       |
| Ret | 6  | Ralf Schumacher       | Williams - Supertec    | 8      | Virolla           | 8               |       |

## Altres
- Pole: Mika Häkkinen 1' 10. 954

- Volta ràpida: Mika Häkkinen 1' 12. 107 (a la volta 39)